# Bennwil
Bennwil är en ort och kommun i distriktet Waldenburg i kantonen Basel-Landschaft, Schweiz. Kommunen har 668 invånare (2023).